# بخش مرکزی شهرستان قروه
بخش مرکزی شهرستان قروه یکی از بخش‌های شهرستان قروه در استان کردستان در غرب ایران است.

## تقسیمات کشوری
- بخش مرکزی شهرستان قروه
  - دهستان بدر مرکز دهستان روستای  ویهج
  - دهستان پنجه علی شمالی مرکز دهستان کانی گنجی
  - دهستان پنجه علی جنوبی مرکز دهستان قاملو

شهر: قروه

## جمعیت
بنابر سرشماری مرکز آمار ایران، جمعیت بخش مرکزی شهرستان قروه در سال ۱۳۹۵ برابر با ۹۲۲۸۷ نفر بوده‌است.